# 敬汉卿
敬汉卿（1997年4月24日—），男，四川射洪人，中国大陆网络红人、网络播客，以制作“作死”、搞笑类短视频为主。2014年敬汉卿以本名开始上传第一个视频，正式踏足视频自媒体行业，以作品独特风格赢得网络关注。

## 生平
在读中专期间，敬汉卿受到《万万没想到》等网络视频的影响，开始对录制小视频产生了兴趣。他录制了一个以盗墓为主题的微电影。因为没有专业的工具，整个视频是用手机拍摄完成的。
2014年9月，中专毕业的敬汉卿离开家乡射洪，前往北京打工，从事销售行业。在每天下班后，他都会录制一段小视频发布到网上，但此时并没有受到广泛关注。
2016年，敬汉卿决定回到射洪，专心制作短视频。但遭到家人尤其是其父亲的反对。敬汉卿在回到射洪后的第一个月赚了6000元钱，拿出3000元交给父亲。看到效益的父亲便逐渐打消了疑虑。
2017年，敬汉卿获融数百万投资。
目前敬汉卿几乎活跃在网络各大平台上。截至2018年4月，敬汉卿已拍摄过1500余个视频，每月的收入已达到10余万元。

## 事件
2019年8月3日，敬汉卿更新了一条名为“我被告知跟我22年的名字我不能用要我改名！我如何维权的！”的视频，讲述自己遭到某公司恶意抢注“敬汉卿”商标，并被告知敬汉卿侵犯该公司的注册商标权和被要求停止在各大视频平台使用“敬汉卿”三字。为此敬汉卿在视频中讲述该过程，并请求维护自己的合法权益，得到了普遍支持，其视频也成立哔哩哔哩日排行榜第一。一些关注者通过天眼查等途径，发现此公司除了注册许多商标外，几乎没有任何产品，被认为是“版权流氓”。一些视频制作者等，受此启发，发现自己的商标也被抢注，或准备注册商标。有哔哩哔哩up主实地探访该公司登记的所在地，发现此地并没有公司。